# Synopeas bohemani
Synopeas bohemani är en stekelart som beskrevs av Peter Neerup Buhl 1998. Synopeas bohemani ingår i släktet Synopeas och familjen gallmyggesteklar. Arten är reproducerande i Sverige. Inga underarter finns listade i Catalogue of Life.